# Georgina de Albuquerque
Georgina de Albuquerque (n. 4 februarie 1885, Taubaté, São Paulo, Brazilia – d. 29 august 1962, Rio de Janeiro, Rio de Janeiro, Brazilia) a fost o pictoriță impresionistă și profesoară braziliană. A fost cunoscută pentru interesul pentru subiectele feminine. Soțul ei, Lucílio, a fost un pictor remarcat de sine stătător, iar cei doi sunt puternic asociați unul cu celălalt.

## Tinerețe
De Albuquerque s-a născut Georgina de Moura Andrade la 4 februarie 1885, în Taubaté, São Paulo. Și-a început studiile de pictură la vârsta de 15 ani, în 1900, în Taubaté, orașul său natal. A fost îndrumată în propria casă de pictorul italian Rosalbino Santoro⁠(d), care a învățat-o principiile de bază ale picturii, cum ar fi legile perspectivei și tehnicile de amestecare a vopselei.

## Instruire
De Albuquerque s-a mutat la Rio de Janeiro în 1904, la vârsta de 19 ani, unde s-a înscris la Escola Nacional de Belas Artes⁠(d) (Școala Națională de Arte Plastice), unde a studiat cu Henrique Bernardelli⁠(d). S-a mutat la Paris în 1906, după ce s-a căsătorit cu pictorul Lucílio de Albuquerque. La Paris a urmat École Nationale Supérieure des Beaux-Arts și Académie Julian, unde a fost eleva lui Henri Royer.

## Carieră
În 1911, Georgina de Albuquerque s-a întors în Brazilia și și-a expus lucrările la São Paulo. Din acel moment, a participat cu regularitate la Expoziția Generală de Arte Plastice.
În 1927, Georgina de Albuquerque a devenit profesoară la Escola Nacional de Belas Artes⁠(d) din Rio de Janeiro, unde a predat design artistic. În 1935 a început să predea un curs de arte decorative la Institutul de Arte al Universității din Districtul Federal. În 1940, a fondat Muzeul Lucílio de Albuquerque în casa ei din cartierul Laranjeiras. A înființat un curs de pionierat în desen și pictură pentru copii. Între 1952 și 1954 a ocupat postul de director la Escola Nacional de Belas Artes⁠(d).

## Deces
Georgina de Albuquerque a murit pe 29 august 1962, la Rio de Janeiro, la vârsta de 77 de ani.

## Galerie

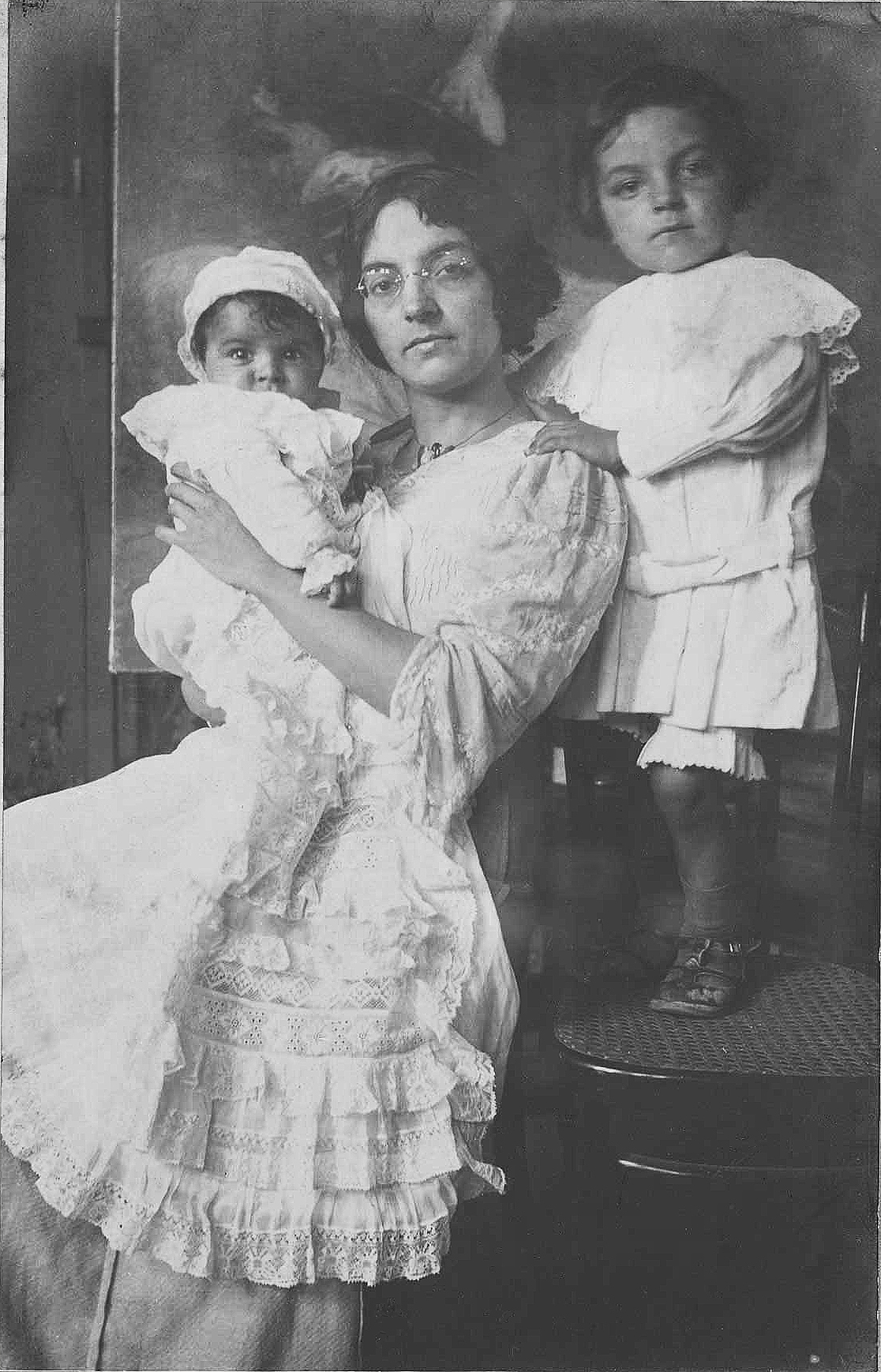
Georgina de Albuquerque, fotografiată de M. Nogueira da Silva
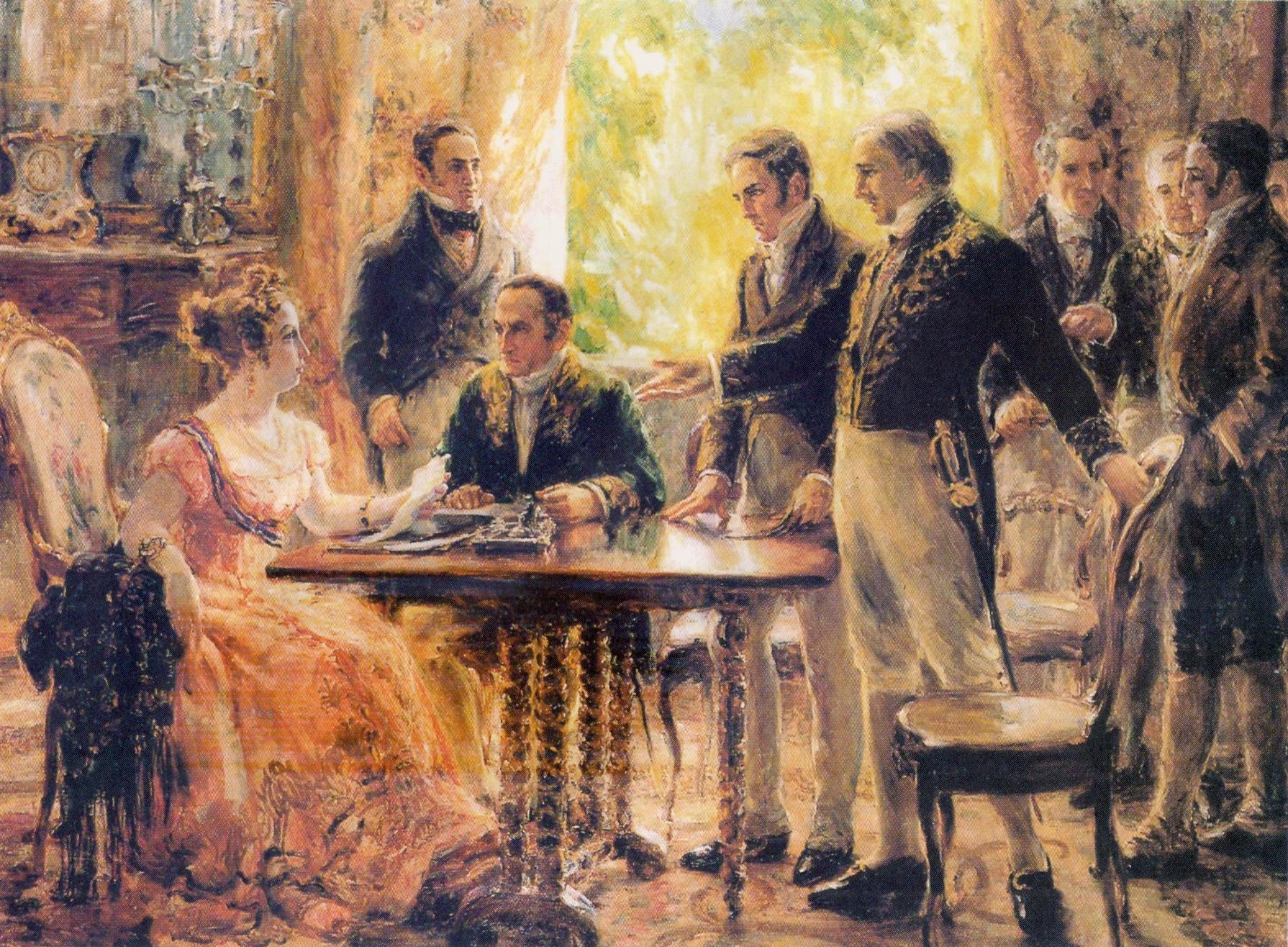
Georgina de Albuquerque, 1922, Sessão do Conselho de Estado⁠(d), ulei pe pânză, Muzeul Național de Istorie (Brazilia)⁠(d), Rio de Janeiro